# Геній дзюдо II
«Геній дзюдо II» (яп. 續姿三四郎 ) — Фільм 1945 року, який написав і зрежисував Куросава Акіра за мотивами роману Цунео Томіта «Сугата Сансіро».